# Joaquim de Vasconcelos
Joaquim António da Fonseca Vasconcelos (1849–1936) byl portugalský historik a kritik umění.
Joaquim de Vasconcelos byl, dle slov Josého Augusta Françy, skutečným zakladatelem dějin umění v Portugalsku, jako vědního oboru.

## Životopis
Střední školu vystudoval v Hamburku. Po návratu do Portugalska pracoval jako učitel jazyků na Liceu Central do Porto (1883–1924).
Vedle toho byl aktivní jako generální tajemník Sociedade de Instrução do Porto, konzervátor a ředitel Museu Industrial e Comercial do Porto, promotér Centro Artístico Portuense a školní inspektor.
Byl ženatý s Carolinou Michaëlis de Vasconcelos.

## Dílo
- Os musicos portuguezes, 1870
- Ensaio crítico sobre o catálogo d'El Rey D. João IV, 1873
- Luiza Todi, 1873
- O consummado germanista e o mercado das letras portuguezas, 1873
- O fausto de Castilho julgado pelo elogio-mútuo, 1873
- Eurico, 1874
- Conde de Rcazynski (Athanasivs), 1875
- Albrecht Dürer e a sua influencia na peninsula, 1877
- A reforma de Bellas-Artes, 1877
- Cartas curiosas escritas de Roma e de Viena, 1878
- A reforma do ensino de Belas-Artes, 1879
- Francisco de Hollanda: Da fabrica que fallece á cidade de Lisboa, 1879
- Goësiana: o retrato de Albrecht Dürer, 1879
- Goësiana: bibliographia, 1879
- Goësiana: as variantes das chronicas, 1881
- Cartas, 1881
- Arte religiosa em Portugal, 1914
- Elementos para a historia da ourivesaria portuguesa e artes dos metaes en geral, 1904
- Elencho de quatro conferencias sobre Historia da Arte Nacional, 1908
- A ourivesaria portuguesa séc. XIV-XVI: ensaio histórico
- O retrato de Damião de Góis por Alberto Dürer
- Camões em Alemanha, 1880
- A pintura portugueza nos seculos XV e XVI, 1881
- História da arte em Portugal, 1883